# Kalomoira
Kalomira, včasih tudi Kalomoira (grško Καλομοίρα; rojena Marie Carol Sarantis), grško-ameriška pevka, * 31. januar 1985, Hemstead, New York, Združene države Amerike.
Zaslovela je na Evrosongu 2008 s pesmijo My Secret Combination, kjer je zastopala Grčijo in dosegla tretje mesto.